# Джонсон, Глен (боксёр)
Глен Джонсон (англ. Glen Johnson; 2 января 1969 года, Кларендон, Ямайка) — ямайский боксёр-профессионал, выступавший в первой тяжёлой весовой категории. Чемпион мира в полутяжёлой (версия IBF, 2004) весовой категории.

## Профессиональная карьера

### 1993—2004
Дебютировал в феврале 1993 года. 4 года дрался против слабых соперников.
25 февраля 1997 года победил по очкам непобеждённого боксёра из США Сэма Гарра (20-0)
В июле 1997 года Джонсон имея за плечами 32 выигранных поединка, вышел на бой против чемпиона мира в среднем весе по версии IBF Бернарда Хопкинса. Хопкинс доминировал весь бой. В 11-м раунде судья остановил поединок. После этого боя Джонсон поднялся во 2-й средний вес. Это было первое поражение в карьере Джонсона, и единственное досрочное.
После поражения от Хопкинса Джонсон проиграл ещё 2 боя подряд по очкам, доминиканцу Маркуи Соса и угандийцу Джозефу Кивангу.
22 апреля 1999 года Глен Джонсон победил американца Трой Уотсона и завоевал титул континентальной Америки по версии WBC.
В ноябре 1999 года в Германии он проиграл чемпиону мира во 2-м среднем весе по версии IBF немцу Свену Оттке (16-0).
После поражения от Оттке Джонсон проиграл ещё 3 боя подряд. Канадцу Сиду Вендерпулу (27-1), итальянцу Сильвио Бранко (38-4-2) и американцу Омару Шейка (19-1).
В 2001 года Джонсон поднялся в полутяжёлый вес.
28 июля 2001 года Джонсон нокаутировал непобеждённого немца, Томаса Ульриха (20-0).
14 апреля 2002 года он проиграл Деррику Хармону.
В январе 2003 года Джонсон решением большинства судей уступил Хулио Сесару Гонсалесу.
18 мая 2003 года он победил Эрика Хардинга.
В ноябре 2003 года в бою за вакантный титул IBF в полутяжёлом весе встретились Глен Джонсон и британец Клинтон Вудс. По итогам 12 раундом судьи определили ничью.
В феврале 2004 года в повторном бою Джонсон победил Клинтона Вудса.

### 25 сентября2004Глен Джонсон —Рой Джонс
- Место проведения:  ФедЭкс Форум, Мемфис, Теннесси, США
- Результат: Победа Джонсона нокаутом в 9-м раунде в 12-раундовом бою
- Статус: Чемпионский бой за титул IBF в полутяжёлом весе (1-я защита Джонсона)
- Рефери: Билл Клэнси
- Счет судей: Джеральд Деминг (78—74), Дэн Макклелан (77—75), Фред Стейнвиндер III (77—75) — все в пользу Джонсона
- Время: 0:48
- Вес: Джонсон 78,90 кг; Джонс 79,40 кг
- Трансляция: HBO
- Счёт неофициального судьи: Харольд Ледерман (79—73 Джонсон)

В сентябре 2004 года Джонсон встретился с Роем Джонсом. В 9-м раунде Джонсон прицельным ударом с правой руки, который пришёлся точно в голову, послал бывшего чемпиона в тяжёлый нокаут.

### 18 декабря2004Антонио Тарвер—Глен Джонсон
- Место проведения:  Стэйплс Центр, Лос-Анджелес, Калифорния, США
- Результат: Победа Джонсона раздельным решением в 12-раундовом бою
- Статус: Чемпионский бой за титул IBO в полутяжёлом весе (1-я защита Тарвера)
- Рефери: Пэт Рассел
- Счёт судей: Марти Денкин (116—112 Тарвер), Чак Джиампа (113—115 Джонсон), Мельвина Латан (113—115 Джонсон)
- Вес: Тарвер 79,40 кг; Джонсон 78,90 кг
- Трансляция: HBO
- Счёт неофициального судьи: Харольд Ледерман (115—113 Тарвер)

В декабре 2004 года Джонсон встретился с Антонио Тарвером. Встреча носила неофициальное название «бой победителей Роя Джонса». Незадолго до поединка, Тарвер был лишён титула WBC, за то что выбрал в соперники Глена Джонсона, а не обязательного претендента Пола Бриггса. Джонсон в свою очередь был лишён титула IBF, За то что выбрал бой с Тарвером, а не обязательным претендентом, Рико Хойе. Так же Тарвер был лишён титул суперчемпиона WBA. Таким образом в поединке в котором вышли два чемпиона обладающими всеми титулами для статуса поединка за звание абсолютного чемпиона мира, разыгрывался только пояс The Ring, и вакантный малопрестижный титул IBO.
В близком бою раздельным решением Тарвер уступил Джонсону. Решение было спорное. Тарвер с результатом не согласился и потребовал реванша. Джонсон согласился на повторную встречу.

### 18 июня2005Антонио Тарвер—Глен Джонсон (2-й бой)
- Место проведения:  ФедЭкс Форум, Мемфис, Теннесси, США
- Результат: Победа Тарвера единогласным решением в 12-раундовом бою
- Статус: Чемпионский бой за титул IBO в полутяжёлом весе (1-я защита Джонсона)
- Рефери: Билл Клэнси
- Счет судей: Дэвид Хадсон (116—112), Джон Руперт (116—112), Рокки Янг (115—113) — все в пользу Тарвера
- Вес: Тарвер 78,70 кг; Джонсон 78,50 кг
- Трансляция: HBO
- Счёт неофициального судьи: Харольд Ледерман (116—112 Тарвер)

В июне 2005 года состоялся 2-й бой между Джонсоном и Антонио Тарвером. Тарвер имел небольшое преимущество и победил по очкам единогласным решением судей.

### 2005—2008
В сентябре 2005 года в элиминаторе Глен Джонсон нокаутировал американского боксёра Джорджа Халида Джонса (23-2-1).
В феврале 2006 года он победил Ричарда Холла.
В сентябре 2006 года состоялся 3-й бой между Джонсоном и чемпионом мира в полутяжёлом весе по версии IBF англичанином Клинтон Вудс. Бой вновь как и предыдущие 2 встречи проходил в Британии. На этот раз раздельным решением судей победил Вудс.
В мае 2007 года Джонсон нокаутировал Монтелла Гриффина.

### 12 апреля2008Чэд Доусон—Глен Джонсон
- Место проведения:  Ст. Пит Таймс Форум, Лас-Вегас, Невада, США
- Результат: Победа Доусона единогласным решением в 12-раундовом бою
- Статус: Чемпионский бой за титул WBC в полутяжёлом весе (3-я защита Доусона)
- Рефери: Фрэнк Сантори младший
- Счет судей: Николас Идальго (116—112), Питер Трематерра (116—112), Джек Вудбёрн (116—112) — все в пользу Доусона
- Вес: Доусон 78,80 кг; Джонсон 78,20 кг
- Трансляция: Showtime
- Счёт неофициальных судей: Эдди Дэниелс (114—114), Мартин Роджерс (115—113 Доусон), Патрик Шихан (115—112 Доусон)

В апреле 2008 года состоялся бой между Гленом Джонсоном и чемпионом мира в полутяжёлом весе по версии WBC Чэдом Доусоном. Бой получился зрелищным. Доусон работал 2-м номером, много двигаясь, а Джонсон пытался его догнать. Часто чемпион встречал претендента в результате чего получались зрелищные размены. В конце 10-го раунда Джонсон попал встречным правым хуком в голову чемпиона. Доусон пошатнулся, но не упал. Джонсон бросился его добивать. Доусон сразу же заклинчевал. Рефери разнял боксёров. Джонсон вновь начал добивать противника. Доусон смог продержаться до гонга. По окончании 12-ти раундов все трое судей отдали победу Доусону со счётом 116—112. Зал встретил решение недовольным гулом. В послематчевом интервью телеканалу Showtime Глен Джонсон заявил, что Доусону подарили победу, так как он является молодым перспективным боксёром.

### 2008—2012
В 2009 году проиграл повторный поединок Чэду Доусону
5 февраля 2010 года победил Юсефа Мэка.
В августе 2010 года проиграл американцу Тейворису Клауду.
6 ноября 2010 года нокаутировал американца Аллана Грина (29-2).
В 2011 году Глен проиграл по очкам Карлу Фрочу и Лучиану Буте.
В 2012 году проиграл по очкам поляку Анджею Фонфаре.
В декабре 2012 года Глен Джонсон проиграл по очкам британцу Джорджу Грувсу.
21 февраля 2014 года состоялся бой против Хайме Веласкеса который почти 15 лет не выходил на профи ринг, Джонсон уверено победил техническим нокаутом в четвёртом раунде.
26 июня 2014 года впервые за долгие годы проиграл досрочно. Джонсона нокаутировал конголезский нокаутёр Илунга Макабу.

## Результаты боёв
В таблице перечислены результаты всех поединков боксёров.
В каждой строке указан результат поединка. Дополнительно номер поединка обозначен цветом, который обозначает итог поединка. Расшифровка обозначений и цветов представлена в нижеследующей таблице.
| Пример | Расшифровка                     |
| ------ | ------------------------------- |
|        | Победа                          |
|        | Ничья                           |
|        | Поражение                       |
|        | Планируемый поединок            |
|        | Поединок признан несостоявшимся |
| КО     | Нокаут                          |
| ТКО    | Технический нокаут              |
| PTS    | Решение судей (по очкам)        |
| UD     | Единогласное решение судей      |
| MD     | Решение большинства судей       |
| SD     | Раздельное решение судей        |
| RTD    | Отказ от продолжения боя        |
| DQ     | Дисквалификация                 |
| NC     | Поединок признан несостоявшимся |

| Бой | Рекорд  | Дата             | Соперник                    | Место боя                                                            | Результат       | Дополнительно                                                                |
| --- | ------- | ---------------- | --------------------------- | -------------------------------------------------------------------- | --------------- | ---------------------------------------------------------------------------- |
| 77  | 54-21-2 | 15 августа 2015  | Авни Йылдырым (5-0)         | Mana Studios, Майами, Флорида, США                                   | UD (10)         | Бой за титул чемпиона по версии WBC International Silver в полутяжёлом весе. |
| 76  | 54-20-2 | 13 декабря 2014  | Эрик Скоглунд (21-0)        | MusikTeatret, Альбертслунн, Дания                                    | UD (10)         |                                                                              |
| 75  | 54-19-2 | 28 июня 2014     | Илунга Макабу (16-1)        | Grand Hôtel de Kinshasa, Киншаса, ДР Конго                           | TKO9 (12) 2:40  |                                                                              |
| 74  | 54-18-2 | 21 февраля 2014  | Хайме Веласкес (11-5-2)     | Lincoln, Rhode Island, США                                           | TKO4 (8) 1:59   |                                                                              |
| 73  | 53-18-2 | 18 декабря 2013  | Бобби Ганн (21-5-1)         | Bethlehem, Pennsylvania, США                                         | UD (8)          |                                                                              |
| 72  | 52-18-2 | 19 апреля 2013   | Хуниор Рамос (10-7)         | La Romana, Доминиканская Республика                                  | TKO2 (10) 0:37  |                                                                              |
| 71  | 51-18-2 | 15 декабря 2012  | Джордж Гроувс (15-0)        | ExCel Arena, Dockland, London, Великобритания                        | UD (12)         | Бой за титул чемпиона Британского Содружества во втором среднем весе.        |
| 70  | 51-17-2 | 13 июля 2012     | Анджей Фонфара (21-2)       | UIC Pavilion, Chicago, Illinois, США                                 | UD (10)         |                                                                              |
| 69  | 51-16-2 | 15 ноября 2011   | Лучиан Буте (29-0)          | UPepsi Coliseum, Quebec City, Quebec, Канада                         | UD (12)         | Бой за титул чемпиона мира по версии IBF во втором среднем весе.             |
| 68  | 51-15-2 | 14 июня 2011     | Карл Фроч (27-1)            | Boardwalk Hall, Atlantic City, New Jersey, США                       | MD (12)         | Бой за титул чемпиона мира по версии WBC во втором среднем весе.             |
| 67  | 51-14-2 | 6 ноября 2010    | Аллан Грин (29-2)           | MGM Grand, Las Vegas, Nevada, США                                    | TKO8 (12) 0:36  |                                                                              |
| 66  | 50-14-2 | 7 августа 2010   | Тейворис Клауд (20-0)       | Scottrade Center, Saint Louis, Missouri, США                         | UD (12)         | Бой за титул чемпиона мира по версии IBF в полутяжёлом весе.                 |
| 65  | 50-13-2 | 5 февраля 2010   | Юсеф Мэк (28-2-2)           | NSU Arena, Don Taft University Center, Fort Lauderdale, Флорида, США | TKO6 (12) 2:21  | Элиминатор по версии IBF в полутяжёлом весе.                                 |
| 64  | 49-13-2 | 5 февраля 2009   | Чэд Доусон (28-0)           | XL Center, Hartford, Connecticut, США                                | UD (12)         | Бой за титул чемпиона мира по версии WBC и IBO в полутяжёлом весе.           |
| 63  | 49-12-2 | 27 февраля 2009  | Даниэль Джуда (23-3-3)      | Seminole Hard Rock Hotel and Casino, Hollywood, Флорида, США         | UD (10)         |                                                                              |
| 62  | 48-12-2 | 11 ноября 2008   | Аарон Норвурд (26-10-2)     | Seminole Hard Rock Hotel and Casino, Hollywood, Флорида, США         | TKO4 (10) 1:20  |                                                                              |
| 61  | 47-12-2 | 12 апреля 2008   | Чэд Доусон (25-0)           | St. Pete Times Forum, Tampa, Флорида, США                            | UD (12)         | Бой за титул чемпиона мира по версии WBC в полутяжёлом весе.                 |
| 60  | 47-11-2 | 5 января 2008    | Уго Пинеда (39-3-1)         | Ballys Park Place Hotel Casino, Atlantic City, New Jersey, США       | TKO8 (10) 0:49  |                                                                              |
| 59  | 46-11-2 | 27 июля 2007     | Фред Мур (30-6)             | Sheraton Miami Mart Hotel, Майами, Флорида, США                      | KO5 (10) 2:45   |                                                                              |
| 58  | 45-11-2 | 16 мая 2007      | Монтелл Гриффин (48-6)      | Seminole Hard Rock Hotel and Casino, Hollywood, Флорида, США         | TKO11 (12) 2:38 | Элиминатор по версии IBF в полутяжёлом весе.                                 |
| 57  | 44-11-2 | 2 сентября 2006  | Клинтон Вудс (39-3-1)       | Bolton Arena, Bolton, Lancashire, Великобритания                     | SD (12)         | Бой за титул чемпиона мира по версии IBF в полутяжёлом весе.                 |
| 56  | 44-10-2 | 24 февраля 2006  | Ричард Холл (27-5)          | Seminole Hard Rock Hotel and Casino, Hollywood, Флорида, США         | UD (12)         | Бой за вакантный титул чемпиона мира по версии IBA в полутяжёлом весе.       |
| 55  | 43-10-2 | 30 сентября 2005 | Джордж Холид Джонс (23-2-1) | Cache Creek Casino Resort, Brooks, California, США                   | TKO10 (12) 2:30 | Элиминатор по версии IBF в полутяжёлом весе.                                 |
| 54  | 42-10-2 | 18 июня 2005     | Антонио Тарвер (22-3)       | FedEx Forum, Memphis, Теннесси, США                                  | UD (12)         | Бой за титулы чемпиона мира по версиям IBO и The Ring в полутяжёлом весе.    |
| 53  | 42-9-2  | 18 декабря 2004  | Антонио Тарвер (22-2)       | Staples Center, Los Angeles, California, США                         | SD (12)         | Бой за титулы чемпиона мира по версиям IBO и The Ring в полутяжёлом весе.    |
| 52  | 41-9-2  | 25 сентября 2004 | Рой Джонс (49-2)            | FedEx Forum, Memphis, Теннесси, США                                  | KO9 (12) 0:48   | Бой за титул чемпиона мира по версии IBF в полутяжёлом весе.                 |
| 51  | 40-9-2  | 6 февраля 2004   | Клинтон Вудс (35-2-1)       | Ponds Forge Arena, Sheffield, Yorkshire, Великобритания              | UD (12)         | Бой за титул чемпиона мира по версии IBF в полутяжёлом весе.                 |
| 50  | 39-9-2  | 7 ноября 2003    | Клинтон Вудс (35-2-0)       | Hillsborough Leisure Centre, Sheffield, Yorkshire, Великобритания    | SD (12)         | Бой за титул чемпиона мира по версии IBF в полутяжёлом весе.                 |
| 49  | 39-9-1  | 18 мая 2003      | Эрик Хардинг (21-2-1)       | Jimmy’s Bronx Cafe, Bronx, New York, США                             | UD (12)         | Бой за титул чемпиона США по версии USBA в полутяжёлом весе.                 |
| Бой | Рекорд  | Дата             | Соперник                    | Место боя                                                            | Результат       | Дополнительно                                                                |